# Santa Cruz de Nuca
Koordinaten: 49° 35′ 38,4″ N, 126° 37′ 12″ W
Santa Cruz de Nuca (oder Nutca) war ein spanisches Kolonial-Fort und eine Siedlung. Es war die erste europäische Kolonie in der heutigen kanadischen Provinz British Columbia. Die Siedlung wurde 1789 auf Vancouver Island gegründet und bereits 1795 wieder verlassen. Sie stellte mit ihrer Position im „hohen Norden“ die „Hochwassermarke“ der bestätigten spanischen Siedlungen an der Westküste Nordamerikas dar. Die Kolonie wurde mit dem Ziel der Spanier gegründet, die gesamte Westküste des Kontinents von Alaska aus südwärts für die spanische Krone zu sichern.
Bedingt durch die Anwesenheit und Aktivität mehrerer britischer Schiffe für den Pelzhandel im Pazifik und die russische Kolonisation von Alaska weiter im Norden scheiterte der spanische Versuch eines so substanziellen Besitz- und Eroberungsanspruchs an der amerikanischen Westküste. Die Kolonie wurde kurzfristig zwischen Oktober 1789 und April 1790 verlassen. Endgültig aufgegeben wurde sie 1795 infolge der Besiedlung und der Unterzeichnung der Nootka-Abkommen. Die endgültige Aufgabe des Gebietes führte dazu, dass die spanischen Missionen in der San Francisco Bay Area die nördlichsten spanischen Siedlungen im Westen Nordamerikas blieben.
Die Nootka-Abkommen lösten die früheren bewaffneten internationalen Konflikte einschließlich der Nootka-Krise, welche rund um die Kolonie geführt wurden, und die beinahe zu einem Krieg zwischen dem Vereinigten Königreich und Spanien führten. Die Kolonie wurde durch das benachbarte Fort San Miguel geschützt. Santa Cruz de Nuca war die einzige bestätigte spanische Kolonie im heutigen Kanada. Einige frühere spanische Karten behaupteten die Existenz weiterer spanischer Siedlungen in diesem Gebiet. Aber diese spanischen Geister-Siedlungen schienen eher „politische Fiktionen“ zu sein, von spanischen Kartographen erzeugt, um andere Nationen vom Versuch einer Expansion abzuhalten.

## Frühe Geschichte  (bis 1778)
Yuquot (etwa „Der Wind kommt aus allen Richtungen“) war seit Generationen die Sommersiedlung von Chief Maquinna und den Mowachaht-Muchalaht (Nuu-chah-nulth) mit schätzungsweise 1.500 Indigenen in 20 traditionellen hölzernen Langhäusern. Die Visite von Kapitän James Cook im Nootka Sound 1778 war die zweite bekannte Sichtung von Yuquot nach 1774 durch Juan José Pérez Hernández.

## Frühe europäische Erkundungen und Besiedlung (1778–1800er)
Das Vizekönigreich Neuspanien beanspruchte die gesamte Westküste von Nordamerika und betrachtete daher die Pelzhandelsaktivitäten von Russisch-Amerika in Alaska, welche Mitte bis Ende des 18. Jahrhunderts begannen, als Übergriff und Bedrohung. Ebenso wurde die Erkundung der Nordwestküste durch der British Navy unter James Cook und der darauf folgende von britischen Schiffen betrieben Pelzhandel als Invasion im spanischen Territorium betrachtet. Um ihren Anspruch zu schützen und zu bekräftigen entsandte Neuspanien zwischen 1774 und 1793 eine Reihe von Expeditionen in den Pazifischen Nordwesten.
Der Vizekönig von Neuspanien, Manuel Antonio Flórez, beauftragte 1789 Esteban José Martínez mit der Okkupation des Nootka Sound auf Vancouver Island im heutigen British Columbia: Er sollte eine Siedlung und ein Fort errichten, um die formelle Gründung einer spanischen Kolonie zu verdeutlichen. Es drohte eine Übernahme des Sundes durch Russland, und ab Mai 1788 nutzte der britische Pelzhändler John Meares ihn als Operationsbasis. Letzterer beanspruchte den Landkauf von den indigenen Nuu-chah-nulth. John Meares, ein englischer Navigator und Entdecker, segelte 1788 mit gefälschten Papieren ausgestattet von China nach Nordamerika und erkundete den Nootka Sound und die benachbarten Küsten. Er, dessen Ansprüche schließlich 1792 von George Vancouver diskreditiert wurden, beanspruchte den Landkauf von einem gewissen Maquinna und errichtete dort einen Handelsposten.

### Erste Gründung von Santa Cruz de Nuca und Fort San Miguel
Der spanische Befehlshaber Esteban José Martínez führte eine Expedition an, die den Nootka Sound am 5. Mai 1789 erreichte. Dieses Territorium wurde von den Spaniern aufgrund früherer Erkundungen der Region bereits als Teil von Neuspanien angesehen. Am 15. Mai wählte Martínez den Ort für die Gründung von Fort und Siedlung am Eingang zur Friendly Cove auf Hog Island. Die Arbeit schritt voran, sodass am 26. Mai die Artillerie stationiert werden konnte, gefolgt von der Errichtung von Baracken und eines Pulverlagers. Die neue Siedlung Santa Cruz de Nuca umfasste Häuser und ein Hospital.:14,202
Im Sommer 1789 erreichte eine Reihe von britischen und US-amerikanischen Pelzhandelsschiffen den Nootka Sound. Die amerikanischen Kapitäne befolgten die eingehenden Warnhinweise und verließen das Gebiet. Am 24. Juni wurde vom neuen Fort und von den spanischen Schiffen eine Salve abgefeuert, was Martínez als offiziellen Akt der Inbesitznahme von Nootka Harbour betrachtete. Am 4. Juli wurden von den amerikanischen Schiffen unter Robert Gray und John Kendrick (die den Hafen sieben Monate vor Martínez erreicht hatten) zu Ehren der kürzlich erlangten Unabhängigkeit von Großbritannien Salven abgefeuert und ein Feuerwerk entzündet, welches durch eine weitere Salve vom spanischen Fort begleitet wurde.:288
Am 29. Juli 1789 trafen neue Order von Vizekönig Flores ein, die Martínez anwiesen, Fort San Miguel zu verlassen und nach San Blas zurückzukehren. Die Artillerie des Forts wurde wieder auf die Princesa Real verladen, und Martínez verließ Friendly Cove am 30. Oktober 1789.:295 Das Fort wurde abgebrochen, aber Martínez antizipierte eine Wiederbesetzung und vergrub Kisten mit Backsteinen und Kalk.:133

## Nootka-Krise
Martínez erreichte den Nootka Sound am 5. Mai 1789. Er fand dort bereits drei Schiffe vor. Es handelte sich um zwei US-amerikanische, die Columbia Rediviva und die Lady Washington, die am Nootka Sound überwintert hatten. Das dritte, britische Schiff war die Iphigenia. Es wurde geentert, und sein Kapitän William Douglas wurde gefangengenommen. Nach einigen Tagen gab Martínez Kapitän Douglas und sein Schiff frei und befahl ihm, die Gegend zu verlassen und nicht zurückzukehren. Douglas befolgte dies.
Am 8. Juni erreichte die North West America unter Robert Funter den Nootka Sound; auch er wurde von Martínez gefangengenommen.  Die Schaluppe wurde in Santa Gertrudis la Magna umbenannt und für die Erkundung der Region eingesetzt.:131–140 José María Narváez erhielt das Kommando und segelte bis in die Juan-de-Fuca-Straße. Martínez behauptete später, Funter habe das Schiff verlassen. Martínez tätigte Lieferungen an die Iphigenia und behauptete, seine Enterung der North West America sei zu dem Zweck erfolgt, das Schiff als Sicherheit für das von Meares' Firma für die Lieferungen geschuldete Geld einbehalten zu haben.
Am 24. Juni, angesichts der britischen und amerikanischen Präsenz am Nootka Sound, führte Martínez einen formellen Akt der Souveränität aus, mit dem er die gesamte Nordwestküste für Spanien in Besitz nahm.

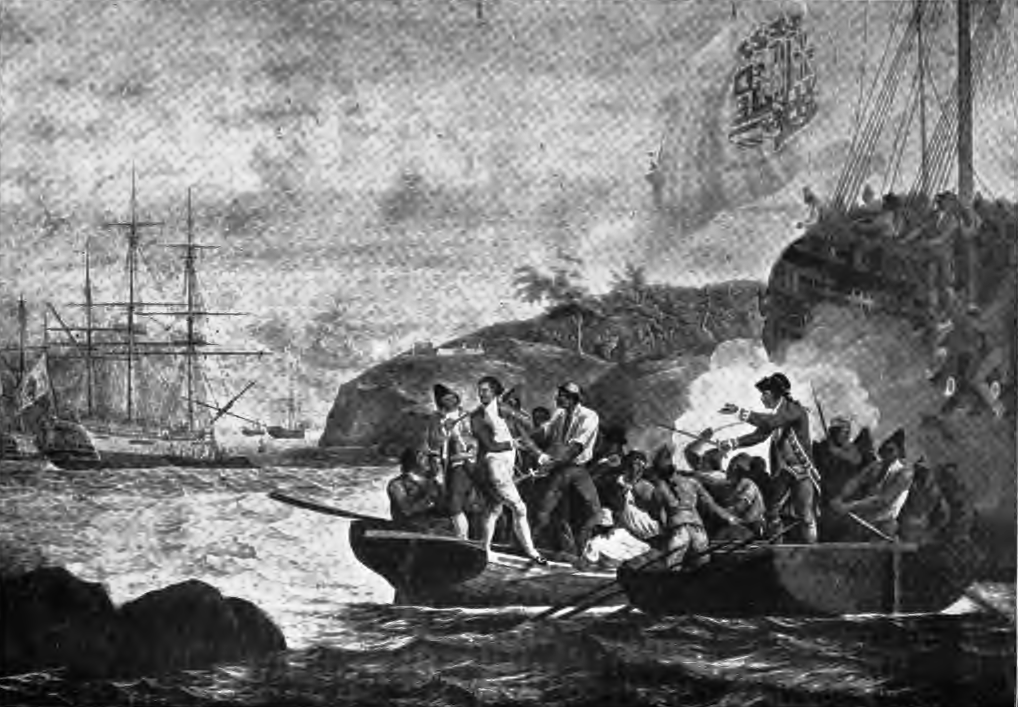
Gefangennahme von Kapitän Colnett

Am 2. Juli erreichten die britischen Schiffe Princess Royal und Argonaut das Gebiet. Die Princess Royal war das erste, und Martínez befahl ihrem Kapitän Thomas Hudson, aufgrund der Rechte an Territorium und Schifffahrt das Gebiet zu verlassen und nach China zurückzukehren. Später am Tag kam die Argonaut an; Martínez beschlagnahmte das Schiff und setzte Colnett, seine Mannschaft und die von ihm mitgebrachten chinesischen Arbeiter gefangen.:131–140 Außer den chinesischen Arbeitern hatte die Argonaut eine beträchtliche Menge an Ausrüstungen geladen. Colnett sagte, dass er den Bau einer Siedlung am Nootka Sound beabsichtigte, was eine Verletzung der spanischen Souveränität bedeutet hätte. Nach einer hitzigen Diskussion setzte Martínez Kapitän Colnett gefangen.
Später nutzte Martínez die chinesischen Arbeitskräfte zum Bau von Fort San Miguel und weiteren Arbeiten zur Sicherung des spanischen Postens. Die Argonaut transportierte auch Material für den Bau eines neuen Schiffes. Nachdem Narváez mit der Santa Gertrudis la Magna (der gekaperten und umbenannten North West America) zurückgekehrt war, wurde das Material der Argonaut zur Aufrüstung des Schiffes verwendet. Bis Ende 1789 hielt sich die Santa Gertrudis la Magna in San Blas auf, wo sie schließlich abgewrackt wurde. Die Teile wurden 1790 durch Francisco de Eliza zum Nootka Sound zurückgebracht und zum Bau eines Schoners verwendet, der auf den Namen Santa Saturnina getauft wurde. Dieses Schiff, die dritte Inkarnation der North West America, wurde von Narváez 1791 auf seiner Erkundungsfahrt der Strait of Georgia benutzt.
Am 12. Juli kehrte Hudson an Bord der Princess Royal zum Nootka Sound zurück. Er hatte nicht vor einzulaufen, geriet jedoch in eine Flaute. Seitens der Spanier wurde dies als Provokation angesehen, die Hudson gefangen nahmen.:131–140
Die am Nootka Sound indigenen Nuu-chah-nulth beobachteten alles, verstanden den Konflikt zwischen Spaniern und Briten jedoch nicht. Am 13. Juli traf einer der Führer der Nuu-chah-nulth, Callicum, der Sohn von Maquinna, mit Martínez an Bord der neuerlich gekaperten Princess Royal zusammen. Callicums Attitüde und seine wütenden Rufe alarmierten die Spanier, und aus ungeklärtem Grund wurde Callicum erschossen. Die Quellen gehen über den exakten Verlauf der Ereignisse auseinander. Einige besagen, dass Martínez einen Warnschuss abgefeuert habe, ein nahebei stehender spanischer Seemann aber, in der Meinung, Martínez habe einen Schuss zur Tötung abgefeuert und Callicum verfehlt, diesen tötete. Eine andere Quelle besagt, Martínez wollte Callicum schlagen, doch seine Muskete gab versehentlich einen Schuss ab, sodass ein anderer Seemann seine Muskete abfeuerte und Callicum tötete. Die Quellen gehen auch darüber auseinander, was Callicum wütend gemacht habe, ob es die Kaperung der Schiffe oder irgendetwas anderes war. Das Ereignis führte jedenfalls zu einem Riss in den Beziehungen der Spanier zu den Nuu-chah-nulth. Maquinna floh in Todesangst zum Clayoquot Sound und zog mit seinem Volk von Yuquot nach Aoxsha.
Am 14. Juli setzte eine spanische Mannschaft die Segel der Argonaut mit Kurs auf San Blas, welche Colnett und seine Crew als Gefangene mitführte. Zwei Wochen später folgte die Princess Royal, die von der San Carlos (el Filipino) eskortiert wurde.:131–140
Die US-amerikanischen Schiffe Columbia Rediviva und Lady Washington, gleichfalls Pelzhändler, verbrachten den ganzen Sommer im Gebiet und ankerten hin und wieder in der Friendly Cove. Martínez ließ sie in Ruhe, obwohl seine Anweisungen besagten, Schiffe jeder anderen Nation vom Handel im Nootka Sound abzuhalten.:18–23 Die gefangene Mannschaft der North West America wurde auf die Columbia gebracht, bevor die Amerikaner die Segel in Richtung China setzten.:131–140
Zwei weitere amerikanische Schiffe erreichten spät im Jahr den Nootka Sound. Die Fair American unter Thomas Humphrey Metcalfe wurde nach der Ankunft durch Martínez gekapert. Ihr Schwesterschiff, die Eleanora, unter Humphreys Vater Simon Metcalfe segelnd, wurde beinahe ebenfalls gekapert, entkam jedoch.:18–23
Am 29. Juli 1789:295 erreichte das spanische Versorgungsschiff Aranzazu von San Blas aus das Gebiet. Es überbrachte den Befehl des Vizekönigs Flores, den Nootka Sound bis zum Jahresende zu räumen.:131–140 Bis Ende Oktober hatten die Spanier den Nootka Sound verlassen. Sie kehrten zurück nach San Blas, mit der Princess Royal und der Argonaut sowie ihren Kapitänen und Mannschaften als Gefangene, außerdem mit der Fair American. Die gekaperte North West America, umbenannt in Santa Gertrudis la Magna, kehrte separat nach San Blas zurück. Die Fair American wurde Anfang 1790 ohne großes Aufsehen freigelassen. Der Nootka-Vorfall führte nicht zu einer Krise in den Beziehungen zwischen den Vereinigten Staaten und Spanien.:18–23

## Zweite Gründung von Santa Cruz de Nuca und Fort San Miguel
Bis Ende 1789 wurde Vizekönig Flórez bereits durch einen Nachfolger ersetzt, Juan Vicente de Güemes, welcher der Auffassung war, die spanischen Rechte in dem Gebiet verteidigen zu müssen; dazu gehörte auch die Besiedlung des Nootka Sound und des Pazifischen Nordwestens im Allgemeinen. Martínez, der die Gunst von Flórez besaß, wurde unter dem neuen Regime zum Sündenbock. Er verlor aufgrund seiner Aktionen in der Krise die Gunst des Vizekönigs und seine Stellung.
Der Oberbefehlshaber der spanischen Marine-Basis in San Blas, Juan Francisco de la Bodega y Quadra, ersetzte Martínez als Verantwortlichen der Spanier am Nootka Sound und an der Nordwestküste. Eine neue spanische Expedition unter Francisco de Eliza besetzte 1790 erneut den Nootka Sound. Die zum Nootka Sound aufbrechende spanische Flotte war die bis dahin größte in den Nordwesten entsandte. Es folgten 1791 Alessandro Malaspina und 1792 Juan Francisco de la Bodega y Quadra selbst, welche die Nootka-Abkommen diplomatisch umsetzten.
Einige Monate später sollte Francisco de Eliza auf Befehl des Vizekönigs Fort und Siedlung wiederaufbauen und vergrößern. Die Expedition bestand aus drei Schiffen, der Concepción unter dem Kommando von de Eliza, der San Carlos unter dem Kommando von Salvador Fidalgo und der Princesa Real unter dem Kommando von Manuel Quimper; sie segelten Anfang 1790 von San Blas in Nueva Galicia ab und erreichten im April desselben Jahres den Nootka Sound. Zur Expedition gehörten 80 katalanische Freiwillige der Primera Compañía Franca de Voluntarios de Cataluña unter dem Kommando von Pedro de Alberni aus Tortosa. Die Expedition errichtete erneut das Fort, das nach dem Abzug von Martínez abgebrochen worden war. Der Wiederaufbau umfasste auch mehrere Gebäude zur Verteidigung wie einen Gemüsegarten, welcher die Lebensmittelversorgung der Siedlung sicherstellen sollte. Die Kolonie war vergleichsweise groß; zu ihr gehörten mehrere Wohnstätten, eine Brauerei (die erste auf dem Gebiet des heutigen British Columbia), ein Hospital und ein Wohnsitz des Gouverneurs.
Zur Verteidigung von Santa Cruz de Nuca und des Hafens wurden drei Verteidigungslinien aufgebaut: die 300-Tonnen-Fregatte Concepción, die Soldaten unter Alberni an Land und auf der Fregatte sowie die wieder errichtete Küstengeschütz-Batterie auf San Miguel Island. Der Bau der Batterie erwies sich als schwierig. Sie wurde am Gipfel einer hohen, aber kleinen Felseninsel errichtet. Zum Schutz der Geschütze mussten Schießscharten gebaut werden. Zum Einbau von acht schweren Kanonen benötigte man vier Tage. Später wurden noch sechs kleinere Kanonen stationiert. Allerdings gab es für die acht weiteren, von de Eliza gelieferten schweren Geschütze keinen Platz mehr, sodass diese an Land gelagert wurden.:144, 150–151
Ein weiterer Außenposten, der als Ersatz für Santa Cruz de Nuca gedacht war, wurde teilweise in Neah Bay an der Südseite der Juan-de-Fuca-Straße im heutigen US-Bundesstaat Washington errichtet. Neah Bay wurde in Neuspanien als Bahía de Núñez Gaona bezeichnet, der Außenposten als Fuca. Er wurde – nur teilweise fertiggestellt – 1792 verlassen. Das Personal, das Vieh, die Kanonen und die Munition wurden nach Santa Cruz de Nuca überführt.:218–219
Als die Neuigkeiten im Januar 1790 London erreichten, forderte Großbritannien einen Ausgleich, den die spanische Regierung zurückwies. Beide Seiten bereiteten sich auf einen Krieg vor und ersuchten ihre Alliierten um Unterstützung. Die Krise wurde friedlich, aber unter Schwierigkeiten mithilfe dreier Abkommen beigelegt, die zusammen als „Nootka-Abkommen“ bezeichnet werden. Spanien stimmte der Abtretung einiger Rechte zur Besiedlung der Pazifikküste zu, behielt aber den Großteil seiner Ansprüche am Pazifik. Der Ausgang gilt als Sieg für die geschäftlichen Interessen von Großbritannien und eröffnete den Weg für eine zuverlässige Expansion der Briten in der Pazifik-Region.:18 Spanien setzte jedoch die Kolonisierung und Besiedlung der Pazifikküste bis 1821 fort, insbesondere im heutigen Kalifornien.
Im April 1790 traf John Meares in England ein, der verschiedene Gerüchte bestätigte, den Landkauf und den Bau einer Siedlung in Nootka vor Martínez für sich reklamierte und allgemein die Flammen der anti-spanischen Ressentiments anfachte. Im Mai wurde die Angelegenheit im House of Commons beraten, als die Royal Navy mit Vorbereitungen zu Kampfhandlungen begann.:1–3 An Spanien wurde ein Ultimatum gestellt.
Meares veröffentlichte 1790 einen Bericht seiner Voyages (Reisen), der weithin Aufmerksamkeit erregte, insbesondere im Licht der sich entwickelnden Nootka-Krise. Meares beschrieb nicht nur seine Reisen an die Nordwestküste, sondern stellte eine grandiose Vision eines neuen ökonomischen Netzwerks im Pazifik in den Vordergrund, das weitreichende Handelsrouten zwischen einzelnen Regionen wie dem Pazifischen Nordwesten, China, Japan, Hawaii und England aufbauen sollte. Diese Idee versuchte, die jahrhundertealten spanischen Handelsnetze im Pazifik und Atlantik nachzuahmen, in denen Manila-Galeonen und die Silberflotte eine Rolle spielten, die Asien und die Philippinen mit Nordamerika und Spanien seit dem 16. Jahrhundert miteinander verbanden. Meares' Vision erforderte eine Lockerung der Monopolstellung der altehrwürdigen East India Company und der South Sea Company, welche den gesamten britischen Handel im Pazifik untereinander aufgeteilt hatten. Meares stritt heftig für die Lockerung ihrer Macht. Seine Vision wurde in ihrer allgemeinen Form schließlich Wirklichkeit, nachdem die langwierigen Auseinandersetzungen der Napoleonischen Kriege beendet waren.:18–23
Sowohl Großbritannien als auch Spanien entsandten mächtige Flotten von Kriegsschiffen gegeneinander, um ihre Stärke zu demonstrieren. Bei einer Begegnung der Flotten wäre ein Krieg möglich gewesen, doch fand diese nicht statt.

## Nootka-Abkommen
Das erste Nootka-Abkommen, „Nootka Sound Convention“ genannt, löste die Krise im Großen und Ganzen. Das Abkommen hielt fest, dass die Nordwestküste sowohl für britische als auch für spanische Händler zugänglich sein würde, dass die gekaperten britischen Schiffe zurückgeführt würden und dass eine Entschädigung gezahlt würde. Es hielt auch fest, dass das im Besitz der Briten befindliche Land zurückgegeben würde, was sich allerdings als schwierig umzusetzen gestaltete. Die Spanier reklamierten, dass das einzige Stückchen Land die kleine Parzelle wäre, auf der Meares die North West America gebaut habe. Die Briten dagegen machten geltend, dass Meares tatsächlich den gesamten Nootka Sound von Maquinna erworben habe, was genauso für etwas Land weiter südlich gelte. Bis die Details ausgearbeitet waren, was mehrere Jahre in Anspruch nahm, hielten die Spanier an der Kontrolle des Nootka Sound fest und fuhren fort, das Land an der Friendly Cove zu besetzen.:18–23 Die Angelegenheit wurde durch die wechselnde Rolle der Nuu-chah-nulth in Bezug auf die Briten und Spanier verkompliziert. Die Nuu-chah-nulth waren den Spaniern gegenüber sehr argwöhnisch und feindlich gestimmt, nachdem Callicum 1789 erschossen worden war. Aber die Spanier arbeiteten hart an der Verbesserung der Beziehungen, sodass die Nuu-chah-nulth bis zur Ausarbeitung der Nootka-Abkommen zu Spaniens Verbündeten wurden. Diese Entwicklung war in hohem Maße den Bemühungen von Alessandro Malaspina und seinen Offizieren während ihres monatelangen Aufenthalts am Nootka Sound 1791 zu verdanken. Malaspina war in der Lage, das Vertrauen von Maquinna zurückzuerlangen, welcher den Spaniern auch den rechtmäßigen Titel des Landbesitzes am Nootka Sound zusicherte.
Die Verhandlungen zwischen Briten und Spaniern über die Details der Nootka-Abkommen fanden im Sommer 1792 am Nootka Sound statt, zu denen auch Juan Francisco de la Bodega y Quadra anreiste. Der britische Verhandlungsführer war George Vancouver, der am 28. August 1792 eintraf.:131–140
Obwohl Vancouver und Bodega y Quadra einander freundlich gesinnt waren, verliefen die Verhandlungen nicht reibungslos. Die Spanier verlangten, die spanisch-britische Grenze an der Juan-de-Fuca-Straße zu errichten, aber Vancouver bestand auf den britischen Rechten bis zum Columbia River. Vancouver widersprach auch dem neuen spanischen Posten bei Neah Bay. Bodega y Quadra wiederum bestand darauf, den Nootka Sound zurückzuerhalten, was Vancouver nicht akzeptieren konnte. Am Ende stimmten beide zu, die Angelegenheit ihrer jeweiligen Regierung vorzutragen.:131–140
Bis 1793 waren Briten und Spanier Alliierte in einem Krieg gegen Frankreich geworden. Das Thema Nootka-Krise hatte an Bedeutung verloren. Am 11. Januar 1794 wurde ein Abkommen unterzeichnet, in dem beide Nationen vereinbarten, den Nootka Sound aufzugeben, wobei der Posten an der Friendly Cove feierlich den Briten übergeben wurde.
Die offizielle Übergabe fand am 28. März 1795 statt. General Álava repräsentierte Spanien und Lieutenant Thomas Pearce Großbritannien. Die britische Flagge wurde feierlich gehisst und wieder eingeholt. Anschließend übergab Pearce die Flagge an Maquinna und bat ihn, sie zu hissen, wann immer ein Schiff erscheine.:131–140
In den Nootka-Abkommen kamen Großbritannien und Spanien überein, keine dauerhafte Basis am Nootka Sound zu gründen, sondern einen Besuch von Schiffen beider Nationen zu gestatten. Die Verhandler kamen außerdem überein, Akten der Begründung einer Souveränität jeder anderen Nation vorzubeugen.:131–140
Die Nootka-Abkommen der 1790er Jahre wurden teilweise von George Vancouver und seinem spanischen Gegenüber Juan Francisco de la Bodega y Quadra umgesetzt und bewahrten den Disput vor einer Eskalation zum Krieg. Das erste Abkommen wurde am 28. Oktober 1790 unterzeichnet:260 und war zweckmäßigerweise vage formuliert. Seine Präambel enthielt das Statement, „setting aside all retrospective discussions of the rights and pretensions of the two parties...“ (dt. etwa „alle rückwärtsgewandten Diskussionen der Rechte und Ansprüche der beiden Parteien beiseite zu lassen“). Sein erster Artikel sagte aus, dass alle „Gebäude und Grundstücke“ am Nootka Sound, die von Martínez erobert worden waren, den Briten zurückzuerstatten seien. Zu diesem Zweck wurden Vancouver und Bodega y Quadra 1792 an den Nootka Sound entsandt. Bodega sagte jedoch, dass von den Briten kein Land akquiriert worden sei, wie dies durch den indigenen Häuptling Maquinna wie auch von den amerikanischen Händlern Robert Gray und Joseph Ingraham bezeugt würde, die 1789 zugegen waren.:252–253 Vancouver war nicht Willens, Bodegas unterschiedliche Gegen-Angebote zu akzeptieren, und die ganze Angelegenheit wurde an die britische und die spanische Regierung zurückgegeben.:263

### Erstes Nootka-Abkommen
Das erste Nootka-Abkommen spielt eine Rolle im Konflikt um die Souveränität der Falkland-Inseln zwischen dem Vereinigten Königreich und Argentinien. Artikel VI sah vor, dass keine Partei Neugründungen auf irgendeiner Insel angrenzend an die Ost- oder Westküste Südamerikas, das damals von Spanien okkupiert war, vornehmen würde. Beide erhielten das Recht, an den Küsten und Inseln an Land zu gehen und zu fischereibezogenen Zwecken temporär Anlagen zu errichten. Es gab jedoch einen geheimen Zusatzartikel, welcher vertraglich festlegte, dass Artikel VI nur so lange in Kraft bleibe, bis eine andere Macht an den fraglichen Küsten eine Gründung vorgenommen haben sollte. Dieser geheime Artikel sollte dieselbe Wirkung entfalten wie wenn er im Abkommen enthalten wäre. Die Anwendbarkeit der Nootka-Abkommen auf den Falkland-Konflikt ist kompliziert und wird kontrovers gesehen. Die Vereinigten Provinzen des Río de la Plata waren kein Vertragspartner des Abkommens. Deshalb können sie als „andere Macht“ angesehen werden und die Besetzung der Siedlung (Port Louis oder Puerto Soledad) durch Staatsangehörige jeder anderen Macht Artikel VI negieren, sodass es Großbritannien erlaubt sei, die frühere Souveränität wiederherzustellen und neue Siedlungen zu gründen.

### Zweites Nootka-Abkommen
Das zweite Nootka-Abkommen (engl. auch Nootka Claims Convention) wurde im Februar 1793 unterzeichnet und erkannte John Meares Entschädigungen für die spanische Kaper seiner Schiffe im Jahr 1789 zu.:266

### Drittes Nootka-Abkommen
Das dritte Nootka-Abkommen wurde am 11. Januar 1794 unterzeichnet.:268 Es forderte zum einvernehmlichen Verlassen des Nootka Sound auf. Großbritannien und Spanien wurde freigestellt, den Nootka Sound als Hafen zu nutzen und temporär Anlagen zu errichten, doch „neither ... shall form any permanent establishment in the said port or claim any right of sovereignty or territorial dominion there to the exclusion of the other. And Their said Majesties will mutually aid each other to maintain for their subjects free access to the port of Nootka against any other nation which may attempt to establish there any sovereignty or dominion“ (dt. etwa „keiner ... sollte irgendeine ständige Niederlassung in dem besagten Hafen errichten oder irgendein souveränes Recht oder eine territoriale Domäne am Hafen von Nootka beanspruchen, die den anderen ausschlösse. Ihre besagten Majestäten werden sich gegenseitig helfen, ihren Untertanen freien Zugang zum Hafen von Nootka gegen jede andere Nation zu gewähren, die versuchen sollte, dort eine Souveränität oder Herrschaftsgebiete zu begründen“).

## Nootka-Abkommen und Aufgabe von Santa Cruz de Nuca

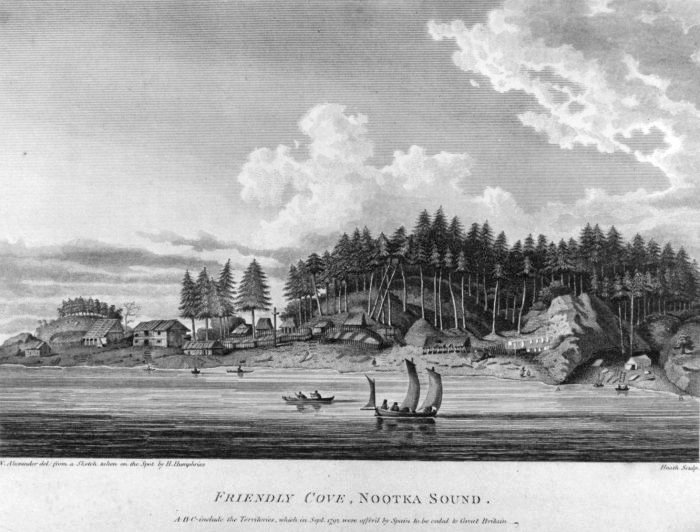
Friendly Cove, Nootka Sound. Band I, Tafel VII aus: A Voyage of Discovery to the North Pacific Ocean and Round the World von George Vancouver.

Die Nootka-Abkommen werden manchmal als Zustimmung Spaniens beschrieben, sich von der Nordwestküste zurückzuziehen. Es gibt in ihnen jedoch keine solche Forderung.
Im Großen und Ganzen gesehen schwächten die Nootka-Abkommen die Ansicht, dass ein Land eine exklusive Souveränität beanspruchen könne, ohne Siedlungen zu gründen. Es erwies sich als nicht ausreichend, Territorien aufgrund einer Genehmigung des Papstes oder durch das „Recht der Erstentdeckung“ zu beanspruchen. Die Ansprüche müssten durch irgendeine Form der tatsächlichen Inbesitznahme gestützt werden.
Die Folge der Krise war eine Demütigung für Spanien und ein Triumph für Großbritannien, da Spanien praktisch auf jegliche Souveränität an der Küste des Nordpazifik verzichtet hatte. Die Briten hatten nicht in allen angestrebten Punkten gewonnen. Ihre Händler waren im direkten Handel mit Spanisch-Amerika beschränkt, dessen Nordgrenze nicht definiert war. Dennoch wurde Großbritannien im Nachgang der Krise zur dominanten Macht im Pazifik.
Die spanischen Rechte im Pazifischen Nordwesten wurden später von den Vereinigten Staaten akquiriert, und zwar durch den 1819 unterzeichneten Adams-Onís-Vertrag. Die Vereinigten Staaten argumentierten, sie hätten exklusive souveräne Rechte von Spanien erworben, was Teil der US-amerikanischen Position im Oregon Boundary Dispute wurde. Dem Anspruch der USA auf exklusive souveräne Rechte hielt Großbritannien die Nootka-Abkommen entgegen. Der Disput wurde nicht vor 1846 mit dem Abschluss des Oregon Treaty beigelegt, welcher das umstrittene Territorium aufteilte und die spätere Grenze zwischen Kanada und den Vereinigten Staaten festlegte.
Das erste Nootka-Abkommen wehrte die Kriegsgefahr ab, ließ jedoch viele spezifische Fragen ungelöst. Beide Seiten suchten nach der Definition einer nördlichen Grenze für Neuspanien. Am Nootka Sound schlug der diplomatische Repräsentant von Neuspanien, Juan Francisco de la Bodega y Quadra, eine Grenze an der Juan-de-Fuca-Straße vor, aber der britische Repräsentant, George Vancouver, wies die Akzeptanz jeder Grenze nördlich von San Francisco zurück. Über die Nordgrenze von Neuspanien konnte keine Übereinkunft erzielt werden; diese wurde erst mit dem Adams-Onís-Vertrag von 1819 erreicht. Mit diesem Vertrag wurde auch Spanisch-Florida an die Vereinigten Staaten abgetreten.
Die katalanischen Freiwilligen verließen das Fort 1792. Der spanische Einfluss endete 1795 nach Inkrafttreten des dritten Nootka-Abkommens, und Santa Cruz de Nuca wurde endgültig aufgegeben.

## Gegenwart

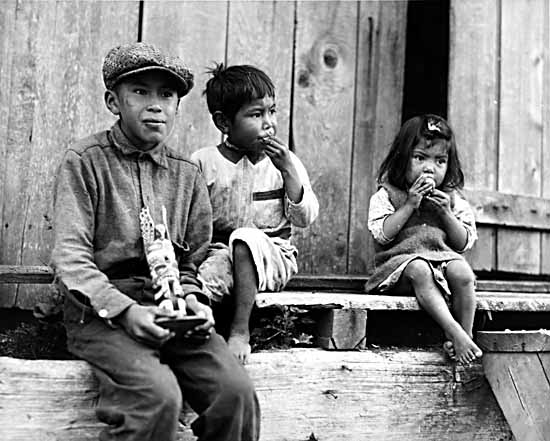
Drei Kinder der Nuu-chah-nulth children in Yuquot, 1930er Jahre

Vor der Okkupation durch die Spanier war der Ort das Sommerdorf Yuquot der Mowachaht-Muchalaht. Es wurde von der First Nation unter Chief Maquinna nach der Aufgabe der Siedlung wieder in Besitz genommen. Überreste des spanischen Postens einschließlich ihres Küchengartens waren noch sichtbar, als John R. Jewitt, ein englischer Gefangener von Maquinna, dort zwischen 1803 und 1805 lebte.
Die spanische Regierung übersandte 1957 der Kirche von Yuquot bunte Glasfenster als Geschenk an die Völker der Nuu-chah-nulth.
Yuquot (oder Friendly Cove) ist eine kleine Siedlung von weniger als 25 Personen. Die kanadische Regierung erklärte Yuquot 1923 zur National Historic Site, der 1997 die Anerkennung der Bedeutung der Geschichte der First Nations folgte. Es gibt auch Bemühungen, Yuquot / Santa Cruz de Nuca als British Columbia Provincial Historic Site auszuweisen.